# Kropidło piszczałkowate
Kropidło piszczałkowate (Oenanthe fistulosa L.) – gatunek rośliny wieloletniej z rodziny selerowatych.

## Rozmieszczenie geograficzne
Zasięg gatunku obejmuje południową i środkową Europę (na północ po Wyspy Brytyjskie, Danię, Szwecję i Białoruś), w północno-zachodniej Afryce (od Maroka po Tunezję) oraz w południowo-zachodniej Azji (Turcja, Izrael, Liban, Iran i Azerbejdżan). 
W Polsce występuje rozproszony w zachodniej części niżu, częściej jedynie w środkowej części województwa wielkopolskiego i na północy dolnośląskiego. 

## Morfologia

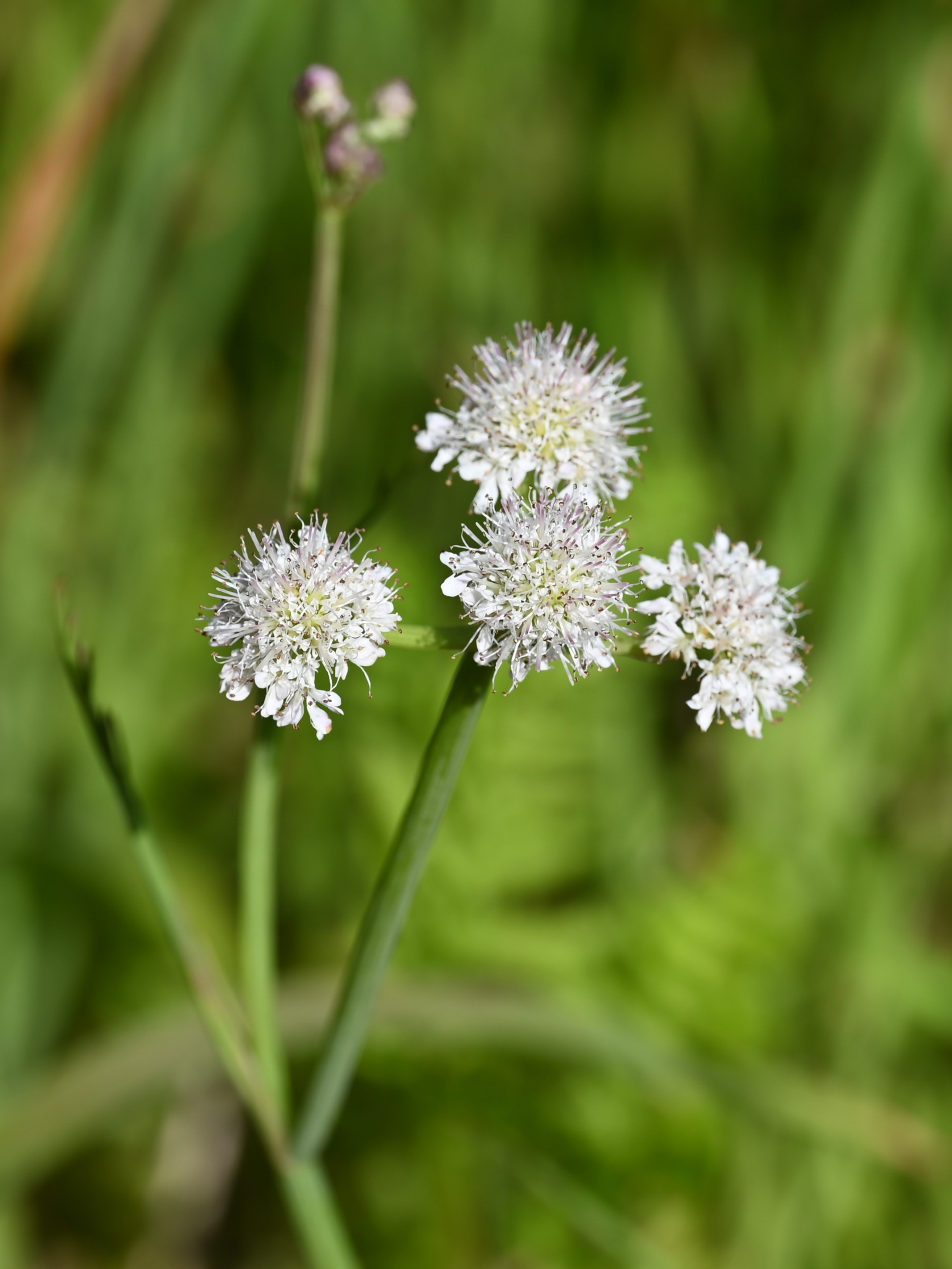
Kwiatostan

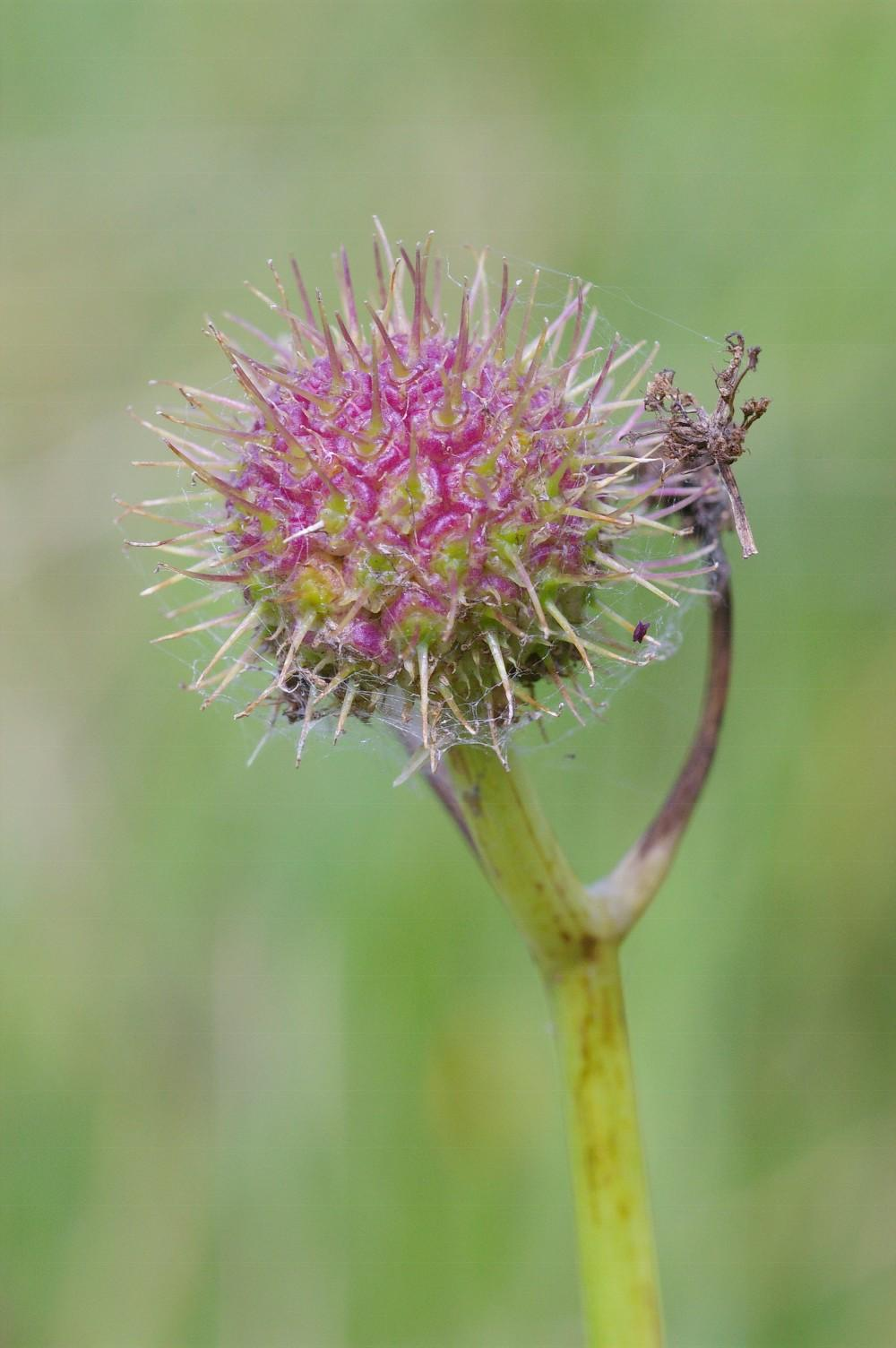
Owoce

PokrójRoślina zielna kłączowa i rozłogowa. Korzenie w części zgrubiałe bulwiasto. Łodyga podnosząca się lub wzniesiona, w dole korzeniąca się w węzłach, słabo rozgałęziona w górze, o długości do 100 cm. Wewnątrz jest pusta, na powierzchni delikatnie bruzdowana.
LiścieDolne osadzone na długich i dętych ogonkach, 2–3-krotnie pierzasto złożonych, z odcinkami lancetowatymi (u liści podwodnych równowąskimi). Wyższe liście są pojedynczo lub podwójnie pierzaste z odcinkami równowąskimi (rurkowatymi).
KwiatyBiałe, skupione w baldaszki, które w liczbie 1–5 tworzą szczytowy baldach złożony zawierający kwiaty przeważnie obupłciowe. Rozwijające się później kwiatostany na odgałęzieniach bocznych składają się z 6–10 baldaszków zawierających głównie kwiaty męskie albo płonne. Baldachy złożone wspierają pojedyncze pokrywy lub brak ich zupełnie. Baldaszki wspierają liczne, lancetowate i wąsko obłonione pokrywki. Kielich z szydłowatymi ząbkami długości 1 mm. Płatki korony mają do 4 mm długości, są wycięte na szczycie i z łatką zagiętą do środka kwiatu.
OwoceGruszkowate lub kulistawe rozłupnie o długości do 4 mm, nieco kanciaste, osadzone na krótkich szypułkach, stąd tworzą niemal kulistawe owocostany. Owoce wieńczą długie do 4 mm szyjki słupków.

## Biologia i ekologia
Bylina. Kwitnie od czerwca do sierpnia. Rośnie nad brzegami wód, na mokrych łąkach i bagnach. W klasyfikacji zbiorowisk roślinnych gatunek charakterystyczny dla Ass. Magnocaricion. 

## Zagrożenia i ochrona
Roślina umieszczona na polskiej czerwonej liście w kategorii VU (narażony).